# ایمی سارگیسیان
ایمی سارگیسیان ( انگلیسی: Amy Sarkisian؛ ۱۹۶۹) هنرمند معاصر در زمینه مجسمه‌سازی ارمنی‌تبار اهل ایالات متحده آمریکا است که در لس آنجلس زندگی و فعالیت می‌کند. وی به خاطر جمجه‌های نگین‌دار خویش شناخته شده‌است. وی در زمینه‌های دیگر همچون نقاشی، طراحی و کولاژ نیز فعال بوده‌است.

## زندگی‌نامه
وی در ۱۹۶۹ در کلیولند، اوهایو به دنیا آمد و در سال با مدرک BFA از دانشگاه ایالتی کنت و در سال ۱۹۹۷ با مدرک MFA از دانشگاه کالیفرنیا، لس آنجلس فارغ‌التحصیل گشت. 